# Chilenische Nationalmannschaft bei der Internationalen Sechstagefahrt

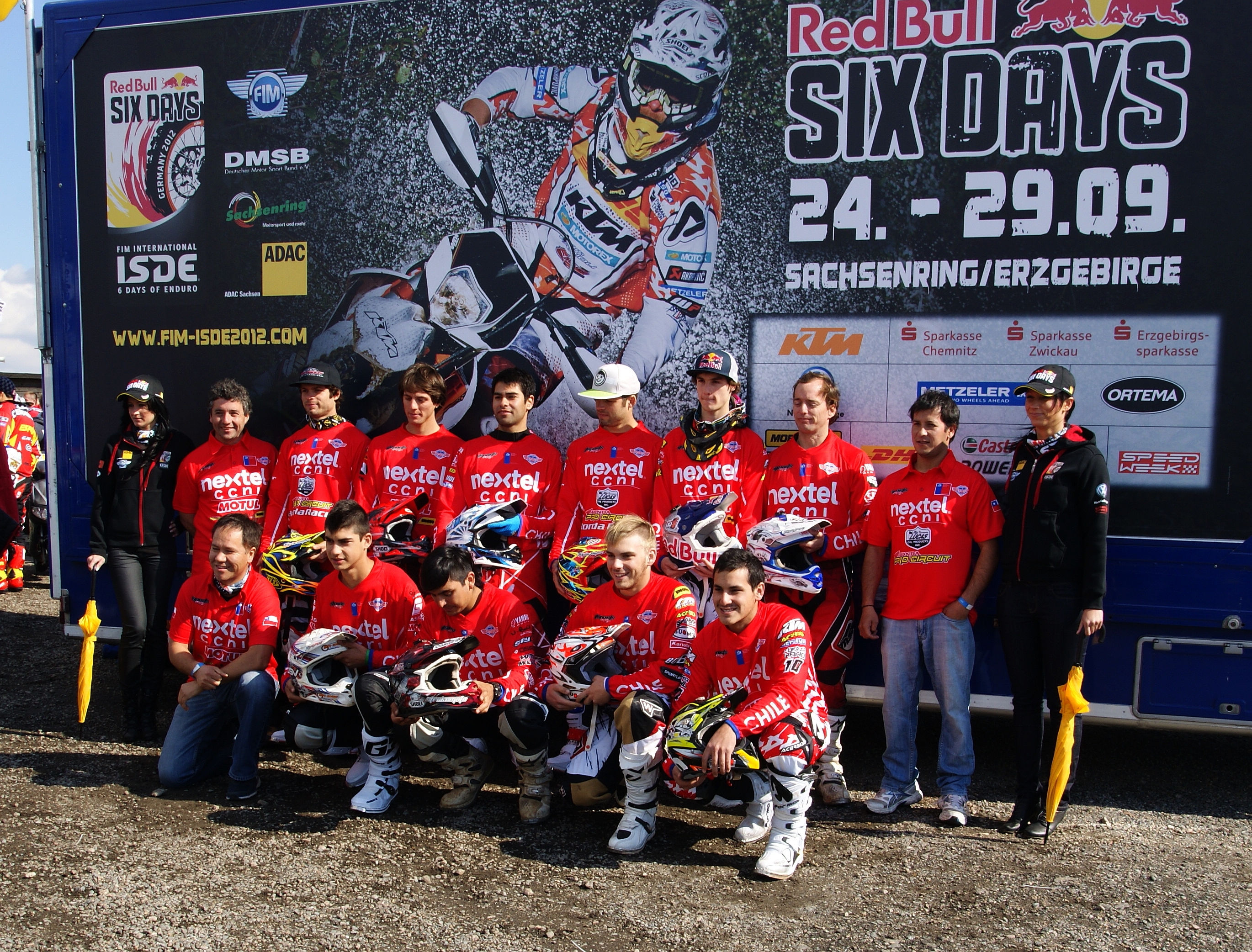
Die chilenischen Nationalmannschaften bei der 87. Internationalen Sechstagefahrt

Die chilenischen Nationalmannschaften bei der Internationalen Sechstagefahrt sind eine Auswahl von Fahrern und Fahrerinnen für die Nationenwertungen dieses Wettbewerbes.
Entsprechend den Regelungen für die Sechstagefahrt wurden Nationalmannschaften für die Wertung um die World Trophy, Junior World Trophy und die Women`s World Trophy zugelassen. Der Umfang der Mannschaften und die Regularien für die Teilnahme änderte sich mehrmals im Laufe der Zeit.
Erstmals nahmen 1994 chilenischen Nationalmannschaft an den Wettbewerben um World und Junior World Trophy teil. 2010 gelang in der World Trophy ein sechster Platz als bislang bestes Ergebnis in diesem Wettbewerb. 2018 und 2021 erreichten die Junioren jeweils den 4. Platz.
Die Liste erhebt keinen Anspruch auf Vollständigkeit.

## 1994–2006
| Jahr                    | World Trophy | Junior World Trophy |
| ----------------------- | --- | --- |
| 1994                    | 19. Ricardo Godoy (Husqvarna 125) Pedre de Aretxabla (Husqvarna 175) Jorge Mutschler (Husqvarna 175) Francisco Pinto (Husqvarna 350 4T) Carlo de Garardo (ATK 1300 4T) Andres Tamm (Husqvarna 1300 4T) | 12. Rodrigo Perez (Husqvarna 125) Fernando Prohens (Husqvarna 175) Ganzolo Perez (Husqvarna 175) Francisco Ramdohr (KTM 175)      |
| {\displaystyle \vdots } | keine Teilnahme | keine Teilnahme |
| 1997                    | 20. Rodrigo Perez (KTM 125) Antonio de Gavardo (KTM 175) Francisco Ramdohr (KTM 175) Nicolás Urrutia (KTM 175) Jose Moreno (KTM 400 4T) Nicolas Levalle (KTM +500 4T)                                  | 14. Thomas Leon (KTM 175) Vicente Buscunan (KTM 175) Ricardo Leon (KTM 175)                                                       |
| 1998                    | keine Teilnahme | keine Teilnahme |
| 1999                    | 18. Francisco Lopez (TM 125) Goncalo Perez (KTM 250) Alejandro Denarm (KTM 400) Ruy Barbosa (KTM 400) Cristobal Videnabe (KTM 400) Alejandro Garcia H. (KTM 400)                                       | 9. Rodrigo Perez (KTM 125) Clay Boreins (GasGas 250) Nicolás Urrutia (KTM 400) Ricardo Leon (KTM 400)                             |
| 2000                    | 17. Francisco Ramdohr (Husqvarna 250) Vicente Buscunan (GasGas 250) Nicolás Urrutia (GasGas 250) Goncalo Perez (KTM 400) Alejandro Denarm (Husqvarna 400) Cristobal Vidaurre (Husqvarna +500 4T)       | 11. Rodrigo Perez (KTM 125) Ricardo Leon (GasGas 250) Jose Moreno (KTM +500 4T) Alejandro Garcia Huidobro (KTM +500 4T)           |
| 2001                    | 13. Nicolás Urrutia (Yamaha) Vicente Bascunan (KTM) Francico Lopez (KTM) Cristobal Vidaurre (KTM) Jaime Armangolli (Yamaha) Francisco Ramdohr (KTM)                                                    | 10. Ricardo Leon (Honda) Jose Moreno (Yamaha) Alejandro Garcia Huidobro (KTM) Esteban Smith (KTM)                                 |
| 2002                    | keine Teilnahme | keine Teilnahme |
| 2003                    | 14. Tomas Etcheverry (Honda 250) Francico Lopez (KTM 250) Nicolás Urrutia (Yamaha 250) Ricardo Leon (Honda 250) Francisco Ramdohr (Honda 450 4T) Jose Moreno (KTM 525 4T)                              | 11. Vicente Garcia Huidobro (Yamaha 250 4T) Konrad Burchardt (Yamaha 250 4T) Daniel Gouet (Honda 250) Roland Spaarwater (KTM 200) |
| {\displaystyle \vdots } | keine Teilnahme | keine Teilnahme |
| 2006                    | 17. Ricardo Leon (Honda 250) Nicola Urrutia (Yamaha 250) Vicente Israel (Honda 450) Francisco Ramdohr (Honda 490) Gabriel Benoit (Honda 450) Josue Smith (Honda 450)                                   | 13. Benjamin Israel (Honda 450) Vicente Garcia Huidobro (Honda 250) Konrad Burchardt (Honda 450) Daniel Gouet (Honda 250)         |

## Seit 2007
| Jahr | World Trophy | Junior World Trophy                                                                               | Women's World Trophy                                                             |
| ---- | --- | ------------------------------------------------------------------------------------------------- | -------------------------------------------------------------------------------- |
| 2007 | 9. Jeremiah Israel (Yamaha 450) Nicolás Urrutia (Yamaha 250) Francisco López Cantardo (Honda 450) Ruy Barbosa (Honda 450) Ricardo León (Honda 450) José Moreno | 5. Vicente Israel (Honda 450) Josué Smith (Honda 490) Cristobal Urrutia (Yamaha 450) Daniel Gouet | 5. Beatriz Angulo Macarena Garreton Andrea Salfate                               |
| 2008 | keine Teilnahme | 14. Daniel Gouet (KTM) Vicente Israel (KTM) Benjamin Israel (KTM) Josue Smith (KTM)               | keine Teilnahme                                                                  |
| 2009 | keine Teilnahme | keine Teilnahme                                                                                   | keine Teilnahme                                                                  |
| 2010 | 6. Nicolas Urrutia (Yamaha) Jeremias Israel (Honda) Vicente Israel (Honda) Vicente Garcia Huidobro (Honda) Benjamin Israel (Honda) Roland Spaarwater (KTM)     | 8. Benjamin Herrera (KTM) Javier Garate (KTM) Josue Smith (Honda) Gabriel Balut (Yamaha)          | 6. Beatriz Angulo (Honda) Josefina Gardulski (Moto TM) Macarena Garreton (Honda) |
| 2011 | 7. Nicolas Urrutia (Yamaha) Christian Ignacio Soto (Honda) Vicente David Israel (Honda) Josue Smith (Honda) Benjamin Israel (Honda) Vivente Garcia (TM)        | 9. Benjamin Herrera (KTM) Javier Garate (KTM) Fernando Demaria (Honda) Gabriel Balut (Yamaha)     | keine Teilnahme                                                                  |
| 2012 | 14. Benjamin Herrera (Moto TM) Christian Soto (Honda) Nicolas Urrutia (Yamaha) Benjamin Israel (Honda) Vicente Israel (Honda) Gabriel Balut (Yamaha)           | 12. Nicolas Bascunan (Moto TM) Esteban Lanz (GasGas) Diego Rojas (Yamaha) Javier Garate (KTM)     | keine Teilnahme                                                                  |
| 2013 | 13. Javier Garate (KTM) Jorge Diez (HM-Honda) Benjamin Israel (Honda) Christian Soto (HM-Honda) Gabriel Balut (HM-Honda) Matias Ovalle (Moto TM)               | 7. Benjamin Herrera (Moto TM) Diego Rojas (GasGas) Esteban Lanz (GasGas) Diego Herrera (Moto TM)  | keine Teilnahme                                                                  |
| 2014 | 7. Francisco Guzman (KTM) Ramon Bravo (Honda) Juan Quiroz Juan-Pablo Jara (Kawasaki) Jorge Diez (Honda) Javier Garate (Yamaha)                                 | 7. Diego Rojas (Yamaha) Benjamin Herrera (Moto TM) Esteban Lanz (Yamaha) Alonso Marin (KTM)       | keine Teilnahme                                                                  |
| 2015 | keine Teilnahme | keine Teilnahme                                                                                   | keine Teilnahme                                                                  |
| 2016 | 20. Diego Rojas (Honda) Alvarao Gallegos (Husqvarna) Javier Garate (KTM) Jorge Diez (Husqvarna)                                                                | 8. Benjamín Herrera (TM) Diego Herrera (TM) Esteban Lanz (Suzuki)                                 | keine Teilnahme                                                                  |
| 2017 | 17. Diego Rojas (Kawasaki) Francisco Guzman (Honda) Juan-Pablo Jara (Husqvarna) Diego Herrera (Moto TM)                                                        | 6. Benjamin Herrera (Moto TM) Ruy Barbosa (Husqvarna) Sebastian Taverne (Honda)                   | keine Teilnahme                                                                  |
| 2018 | 9. Benjamin Herrera (Beta) Leonardo Quintanilla (KTM) Diego Rojas (Kawasaki) Gabriel Balut (Yamaha)                                                            | 4. Ruy Barbosa (Husqvarna) Esteban Lanz (Honda) Diego Herrera (Husqvarna)                         | 8. Tania Gonzalez (Husqvarna) Beatriz Angulo (KTM) Karol Marin (KTM)             |
| 2019 | keine Teilnahme | 6. Sebastian Taverne (KTM) Sebastian Pakciarz (Husqvarna) Lucas Valdebenito (Beta)                | keine Teilnahme                                                                  |
| 2021 | keine Teilnahme | 4. Eloy de Gavardo (Fantic) Augustin Cortez (Honda) Jeremias Schiele (Husqvarna)                  | keine Teilnahme                                                                  |
| 2022 | 10. Nicolas Pakciarz (Husqvarna) Joaquim Borgono (Honda) Luciano Collantes (Husqvarna) Vicente Miranda (Husqvarna)                                             | 13. Eloy de Gavardo (Honda) Augustin Cortez (Honda) Jeremias Schiele (Husqvarna)                  | keine Teilnahme                                                                  |
| 2023 | 4. Benjamin Herrera (GasGas) Camilo Herrera (Rieju) Joaquin Borgono (Honda) Sebastian Taverne (Husqvarna)                                                      | 11. Augustin Cortez (Honda) Jeremias Schiele (Husqvarna) Nicolas Pakciarz (GasGas)                | keine Teilnahme                                                                  |
| 2024 | 11. Benjamin Herrera (KTM 500 4T) Agustin Spagui (Beta 350 4T) Joaquim Borgono (Beta 300 4T) Bruno Bozzo (Rieju 300 2T)                                        | 13. Camilo Herrera (Beta 300 2T) Jose Ramdohr (Beta 250 2T) Jeremias Schiele (Husqvarna 350 4T)   | keine Teilnahme                                                                  |